# Jack Perrin
Jack Perrin, de son vrai nom Lyman Wakefield Perrin, est un acteur américain né le 25 juillet 1896 à Three Rivers (Michigan) et mort le 17 décembre 1967 à Hollywood (Californie).

## Biographie
Jack Perrin naît en 1896 à Three Rivers (Michigan) mais sa famille déménage à Los Angeles au début du XXe siècle. En 1920, il se marie avec l'actrice Josephine Hill.
Il tourne plusieurs films pour Triangle aux studios de Mack Sennett. En 1917 sa carrière est interrompue brièvement par la guerre. En 1919 il joue son premier rôle important dans Toton, sous la direction de Frank Borzage. 
Il apparaîtra dans de très nombreux westerns, y compris après l'avènement du parlant. Il jouera aussi de petits rôles dans des films plus importants comme Quasimodo de William Dieterle (1939), Othello de George Cukor (1947), ou Boulevard du crépuscule de Billy Wilder (1950). Dans les années 1950 et 1960, il jouera aussi les figurants dans des séries télévisées.

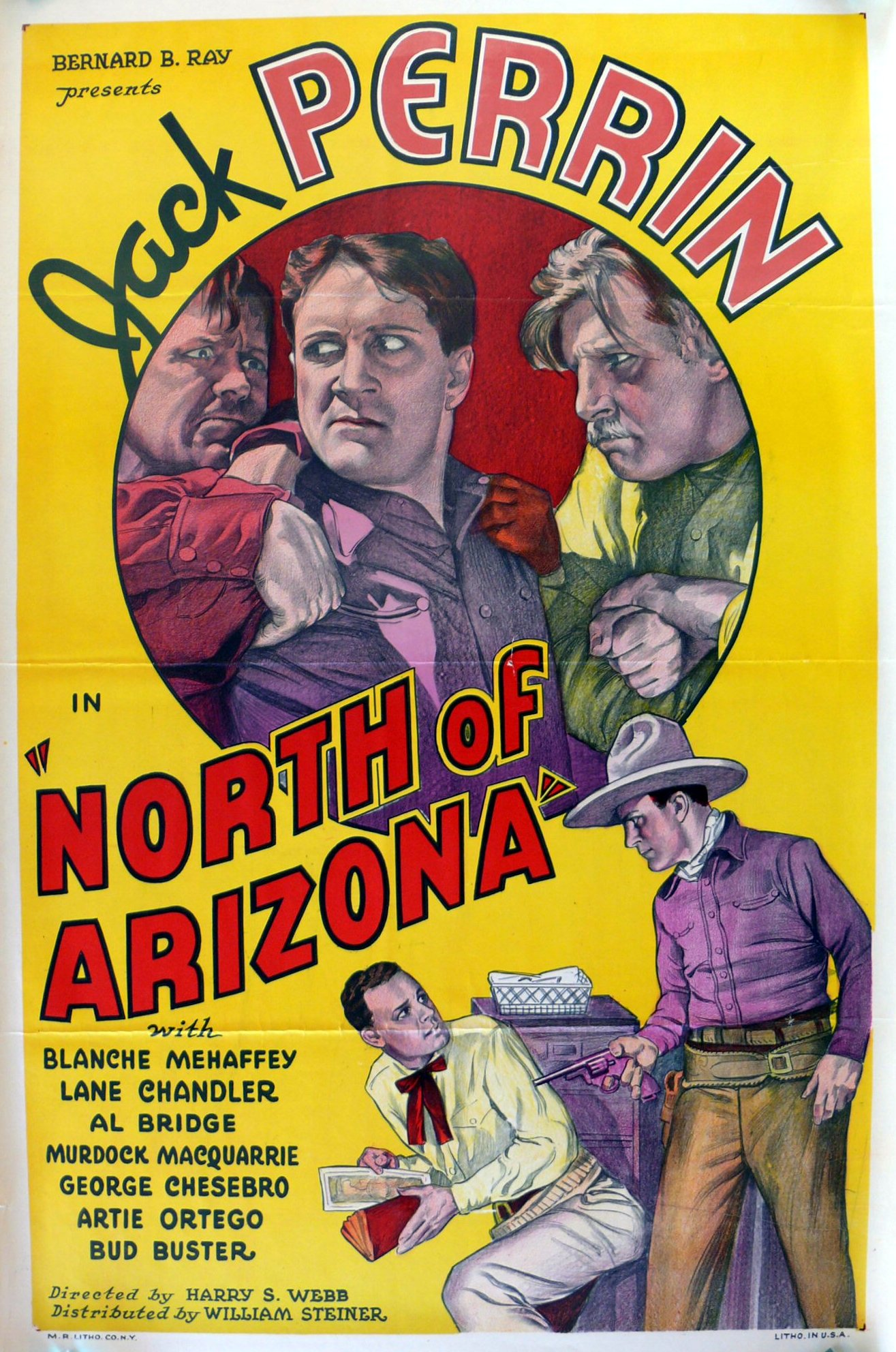
Affiche du film North of Arizona de Harry S. Webb.

## Filmographie
- 1917 : His Marriage Failure d'Herman C. Raymaker
- 1917 : A Love Case de Henry Kernan

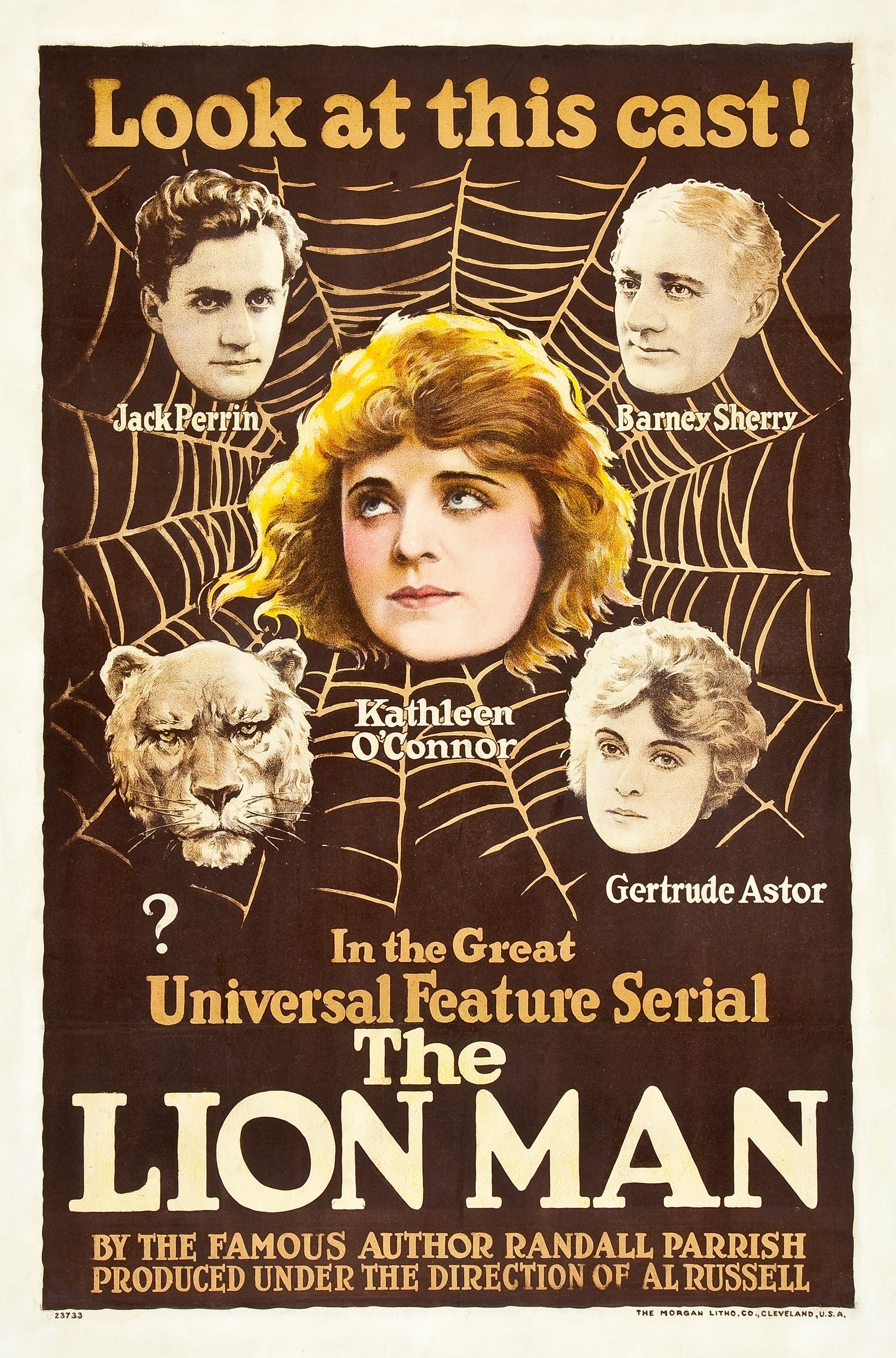
Affiche du film The Lion Man de Jack Wells.

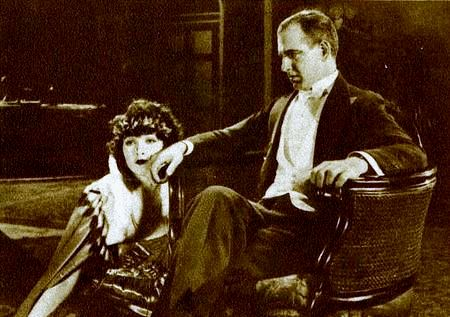
Marie Prevost et Jack Perrin dans une scène du film The Dangerous Little Demon en 1922.

- 1917 : His Unconscious Conscience de Charles Avery
- 1917 : Luke's Lost Liberty de Hal Roach
- 1917 : Lonesome Luke's Lively Life de Hal Roach
- 1917 : His Speedy Finish de Reggie Morris
- 1917 : His Sudden Rival de John Francis Dillon
- 1917 : A Royal Rogue de Robert Kerr
- 1918 : Adventurous Ambrose de Walter S. Fredericks
- 1918 : Ambrose's Icy Love de Walter S. Fredericks
- 1918 : Ambrose, the Lion Hearted de Walter S. Fredericks
- 1918 : Ambrose and His Widow de Walter S. Fredericks
- 1918 : Sherlock Ambrose de Walter S. Fredericks
- 1919 : The Jack of Hearts de B. Reeves Eason
- 1919 : La Loi des montagnes (Blind Husbands) d'Erich von Stroheim
- 1919 : Two Men of Tinted Butte de Norman Dawn
- 1919 : The Fighting Heart (The Fighting Heart) de B. Reeves Eason
- 1919 : The Four Bit Man de B. Reeves Eason
- 1919 : Cyclone Smith's Partner de Jacques Jaccard
- 1919 : The Wild Rider de Jacques Jaccard
- 1919 : Toton de Frank Borzage
- 1920 : The Lion Man de Jack Wells
- 1920 : One He-Man de Henry Murray
- 1920 : Lahoma d'Edgar Lewis
- 1920 : Pink Tights de B. Reeves Eason
- 1920 : The Adorable Savage (en) de Norman Dawn
- 1921 : The Grip of the Law d'Edward Laemmle
- 1921 : In the Nick of Time d'Edward Laemmle
- 1921 : The Outlaw d'Edward Laemmle
- 1921 : Partners of the Tide de L. V. Jefferson
- 1921 : A Battle of Wits d'Edward Kull
- 1921 : Big Bob d'Edward Laemmle
- 1921 : Fighting Blood de Lee Kohlmar
- 1921 : The Danger Man d'Edward Laemmle
- 1921 : The Guilty Trail d'Edward Laemmle
- 1921 : The Trigger Trail d'Edward Laemmle
- 1921 : The Rim of the Desert d'Edward Laemmle
- 1921 : The Match-Breaker de Dallas M. Fitzgerald
- 1921 : Bib Bob d'Edward Laemmle
- 1921 : Double Crossed d'Edward Laemmle
- 1921 : The Midnight Raiders d'Edward Laemmle
- 1921 : The Torrent de Stuart Paton
- 1921 : The Rage of Paris de Jack Conway
- 1921 : Stand Up and Fight d'Edward Laemmle
- 1921 : The Valley of Rogues d'Edward Laemmle
- 1921 : The Pony Express Rider de Jacques Jaccard
- 1921 : The Knockout Man d'Edward Laemmle
- 1921 : Both Barrels d'Edward Laemmle
- 1922 : A Blue-Jacket's Honor de William James Craft
- 1922 : The Dangerous Little Demon de Clarence Badger
- 1922 : The Further Adventures of Yorke Norroy de Duke Worne
- 1922 : The Guttersnipe de Dallas M. Fitzgerald
- 1922 : The Trouper de Harry B. Harris
- 1922 : The Phantom Terror de William James Craft
- 1923 : The Radio-Active Bomb de Duke Worne
- 1923 : Mary of the Movies de John McDermott
- 1923 : Under Secret Orders de Duke Worne
- 1923 : The Santa Fe Trail d'Ashton Dearholt
- 1923 : One of Three de Duke Worne
- 1923 : The Showdown de Duke Worne
- 1923 : The Secret Code de Duke Worne
- 1923 : Golden Silence de Paul Hurst
- 1923 : The Lone Horseman de Fred Caldwell
- 1923 : The Fighting Skipper de Francis Ford
- 1924 : Why Get Married? de Paul Cazeneuve
- 1924 : Lightnin' Jack
- 1924 : Travelin' Fast
- 1924 : Crashin' Through d'Alvin J. Neitz
- 1924 : Coyote Fangs de Harry S. Webb
- 1924 : Riders of the Plains de Jacques Jaccard
- 1924 : Shootin' Square
- 1924 : Les Fraudeurs (Those Who Dance) de Lambert Hillyer
- 1924 : Ridin' West de Harry S. Webb
- 1924 : Virginian Outcast de Robert J. Horner (en)
- 1925 : Silent Sheldon de Harry S. Webb
- 1925 : Border Vengeance (en) de Harry S. Webb
- 1925 : Cactus Trails de Harry S. Webb
- 1925 : Dangerous Fists
- 1925 : Desert Madness de Harry S. Webb
- 1925 : Double Fisted de Harry S. Webb
- 1925 : Winning A Woman
- 1925 : The Knockout Kid d'Albert S. Rogell
- 1925 : Starlight, the Untamed de Harry S. Webb
- 1925 : Canyon Rustlers de Harry S. Webb
- 1926 : Mistaken Orders de J. P. McGowan
- 1926 : A Ridin' Gent de Bennett Cohn
- 1926 : The Grey Devil de Bennett Cohn
- 1926 : The Thunderbolt Strikes
- 1926 : Starlight's Revenge de Harry S. Webb
- 1926 : Midnight Faces de Bennett Cohn
- 1926 : The Man From Oklahoma de Harry S. Webb
- 1926 : Hi-Jacking Rustlers de Bennett Cohn
- 1926 : West of the Rainbow's End de Bennett Cohn
- 1926 : Dangerous Traffic de Bennett Cohn
- 1927 : Thunderbolt's Tracks de J. P. McGowan
- 1927 : Fire and Steel de Bertram Bracken
- 1927 : The Laffin' Fool de Bennett Cohn
- 1927 : Where the North Holds Sway de Bennett Cohn
- 1927 : Danger Ahead de Bruce M. Mitchell
- 1927 : Bare Fists de Josef Levigard
- 1927 : Code of the Range de Bennett Cohn
- 1927 : Blind Man's Bluff de Bruce M. Mitchell
- 1927 : South of Northern Lights de Josef Levigard
- 1927 : King of Hearts de Josef Levigard
- 1928 : The Vanishing West de Richard Thorpe
- 1928 : The Code of the Mounted de Josef Levigard
- 1928 : Guardians of the Wild de Henry McRae
- 1928 : The Iron Code de Josef Levigard
- 1928 : Sealed Orders de Josef Levigard
- 1928 : The Ring Leader de Josef Levigard
- 1928 : Yukon Gold de Josef Levigard
- 1928 : Madden of the Mounted de Josef Levigard
- 1928 : The Two Outlaws de Henry McRae
- 1928 : The Water Hole de F. Richard Jones
- 1928 : The Ruse de Josef Levigard
- 1928 : A Dangerous Trail de Josef Levigard
- 1929 : The Harvest of Hate de Henry McRae
- 1929 : Plunging Hoofs de Henry McRae
- 1929 : Wild Blood de Henry McRae
- 1929 : Hoofbeats of Vengeance de Henry McRae
- 1929 : Overland Bound de Leo Maloney
- 1930 : Trails of Peril d'Alvin J. Neitz
- 1930 : The Apache Kid's Escape de Robert J. Horner (en)
- 1930 : Ridin' Law de Harry S. Webb
- 1930 : The Jade Box de Ray Taylor
- 1930 : Phantom of the Desert de Harry S. Webb
- 1930 : Romance of the West (en) de Robert Tansey
- 1930 : Beyond the Rio Grande de Harry S. Webb
- 1931 : Kid From Arizona de Robert J. Horner (en)
- 1931 : The Sign of the Wolf de Forrest Sheldon
- 1931 : The Sheriff's Secret de James P. Hogan
- 1931 : God's Country and the Man (en) de John P. McCarthy
- 1931 : Rider of the Plains de John P. McCarthy
- 1931 : Wild West Whoopee de Robert J. Horner (en)
- 1931 : Lariats and Six Shooters d'Alvin J. Neitz
- 1932 : Hell-Fire Austin de Forrest Sheldon
- 1932 : Dynamite Ranch de Forrest Sheldon
- 1932 : Lone Trail de Forrest Sheldon
- 1932 : 45 Calibre Echo (en) de Bruce M. Mitchell
- 1932 : Tex Takes A Holiday d'Alvin J. Neitz
- 1933 : Jaws of Justice de Spencer Gordon Bennet
- 1933 : The Whispering Shadow d'Al Herman
- 1933 : Mystery Squadron de Colbert Clark
- 1933 : Girl Trouble de Bernard B. Ray
- 1934 : Mystery Ranch (en) de Bernard B. Ray
- 1934 : Loser's End (en) de Bernard B. Ray
- 1934 : Rawhide Mail (en) de Bernard B. Ray
- 1934 : The Cactus Kid de Harry S. Webb
- 1934 : Ridin' Gents de Bennett Cohn
- 1934 : Rainbow Riders de Bennett Cohn
- 1934 : Arizona Nights de Bernard B. Ray
- 1935 : Wolf Riders de Harry S. Webb
- 1935 : North of Arizona de Harry S. Webb
- 1935 : Texas Jack (en)] de Bernard B. Ray
- 1936 : Wildcat Saunders (en) de Harry L. Fraser
- 1936 : Hair-Trigger Casey (en) de Harry L. Fraser
- 1936 : Desert Justice de William Berke
- 1936 : Gun Grit de William Berke
- 1937 : La Caravane de l'enfer (The Painted Stallion) de William Witney
- 1937 : Reckless Ranger de Spencer Gordon Bennet
- 1938 : Western Jamboree de Ralph Staub
- 1938 : The Purple Vigilantes (en) de George Sherman
- 1939 : The Pal From Texas de Harry S. Webb
- 1940 : West of Pinto Basin de S. Roy Luby
- 1940 : Le Fantôme du cirque (The Shadow) de James W. Horne
- 1940 : Land of the Six Guns de Raymond K. Johnston
- 1941 : Holt of the Secret Service de James W. Horne
- 1941 : The Spider Returns de James W. Horne
- 1941 : The Night of January 16th de William Clemens
- 1941 : The Iron Claw de James W. Horne
- 1945 : Johnny Angel d'Edwin L. Marin
- 1945 : Apology for Murder de Sam Newfield
- 1946 : The Man Who Dared de John Sturges
- 1946 : Shadows On the Range de Lambert Hillyer
- 1949 : Miss Grain de sel (Miss Grant Takes Richmond) de Lloyd Bacon
- 1949 : El Paso, ville sans loi (El Paso) de Lewis R. Foster
- 1950 : En plein cirage (The Fuller Brush Girl) de Lloyd Bacon
- 1952 : The Treasure of Lost Canyon (en) de Ted Tetzlaff
- 1957 : Le Shérif de fer (The Iron Sheriff) de Sidney Salkow